# Сисанийска катедрала
Сисанийската катедрала „Света Богородица“ (на гръцки: Επισκοπικός Ναός Σισανίου) е недействаща православна църква в село Сисани, Егейска Македония, Гърция, бивш катедрален храм на Сисанийската епархия.

## Местоположение
Църквата е разположена на 2 km югозападно от Сисани.

## История
По стилистичните и техническите характеристики, запазените стенописи, керамика и цветни керамични плочки, открити по време на разкопките, църквата се датира в средновизантийската епоха и е от типа големи епископски църкви, построени в Македония през XI – XII век като Старата митрополия във Воден, Старата митрополия в Сяр и Базиликата на оглашените в Сервия. Запазен е ктиторският стенопис на западната стена, изобразяващ Богородица с коленичилия ктитор епископ, който показва, че църквата е била посветена на Света Богородица.
Църквата е трикорабна, вероятно куполна базилика с притвор и трем. На изток завършва с три ниши, от които средната е петоъгълна, а двете странични тристранни. Страничните стени са подсилени отвън със зидани подпори.
Вероятно разрушен от земетресение през първата половина на XIII век, храмът е преустроен. Към този период принадлежат мраморните инкрустации, украсяващи пода в предната част на светилището, новите богати стенописи в пространството на наоса и притвора, олтара, владишкия трон и амвона. В края на XIV век със завладяването на района от османците, църквата е запусната.
До развалините на църквата в 1650 година е основан Сисанийският манастир „Свето Успение Богородично“.